# Combinata nordica ai XXIII Giochi olimpici invernali
Le gare di combinata nordica ai XXIII Giochi olimpici invernali di Pyeongchang in Corea del Sud si sono svolte dal 14 al 22 febbraio 2018 nella stazione sciistica di Alpensia. Si sono disputate tre gare, tutte maschili.

## Podi

### Uomini
| Evento                        | Oro                                                                | Tempo   | Argento                                                              | Tempo   | Bronzo                                                           | Tempo   |
| Trampolino normale (dettagli) | Eric Frenzel                                                       | 24'51"4 | Akito Watabe                                                         | 24'56"2 | Lukas Klapfer                                                    | 25'09"5 |
| Trampolino lungo (dettagli)   | Johannes Rydzek                                                    | 23'52"5 | Fabian Rießle                                                        | 23'52"9 | Eric Frenzel                                                     | 23'53"3 |
| Gara a squadre (dettagli)     | Germania Eric Frenzel Vinzenz Geiger Fabian Rießle Johannes Rydzek | 46'09"8 | Norvegia Jørgen Graabak Jarl Magnus Riiber Espen Andersen Jan Schmid | 47'02"5 | Austria Mario Seidl Bernhard Gruber Lukas Klapfer Wilhelm Denifl | 47'17"6 |

## Medagliere per nazioni
| Pos.   | Nazione  | Oro | Argento | Bronzo | Totale |
| ------ | -------- | --- | ------- | ------ | ------ |
| 1      | Germania | 3   | 1       | 1      | 5      |
| 2      | Giappone | 0   | 1       | 0      | 1      |
| 2      | Norvegia | 0   | 1       | 0      | 1      |
| 4      | Austria  | 0   | 0       | 2      | 2      |
| Totale | Totale   | 3   | 3       | 3      | 9      |